# Frontières du Chili

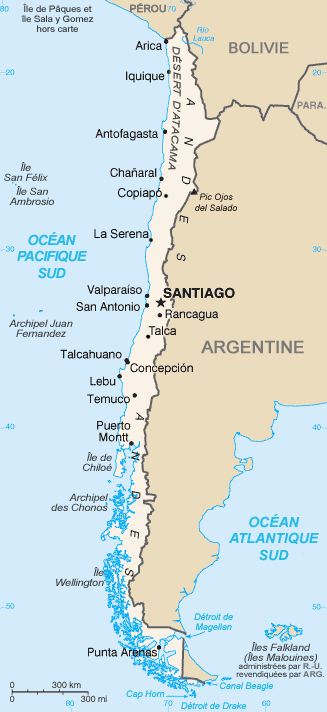
Carte du Chili (en clair), mettant en évidence ses frontières terrestres avec les pays voisins.

Les frontières du Chili consistent en l'ensemble des segments maritimes ou terrestres qui définissent le domaine géographique sur lequel le Chili peut exercer sa souveraineté. 

## Frontières

### Frontières terrestres
Le Chili partage des frontières terrestres avec trois pays différents :
- avec l'Argentine dont l'extrémité nord de la frontière est un tripoint qu'elle forme avec celles qui courent entre l'Argentine et la Bolivie et entre la Bolivie et le Chili dans le désert d'Atacama et l'extrémité sud se situant à l'embouchure atlantique du détroit de Magellan et se terminant sur la grande île de la Terre de Feu. Elle s'étend sur 5 150 km.
- avec la Bolivie dont la frontière est uniquement terrestre
- avec le Pérou qui va de l'océan Pacifique à un la cordillère des Andes et qui s'étend sur 160 km.

Ses frontières terrestres sont des frontières naturelles, car le Chili est séparé de ses voisins par la cordillère des Andes et le désert d'Atacama.

### Frontières maritimes

Zone économique exclusive du Chili (en orange).

Le Chili, qui possède la 11e zone économique exclusive (ZEE) mondiale[Quoi ?] partage également une frontière maritime avec deux pays :
- le Pérou dans l'océan Pacifique, dans un tracé de 3 points principaux datant de 2014. La délimitation s'étend sur 448 km[1].
- l'Argentine au niveau du Canal Beagle, situé entre l'océan Pacifique et l'océan Atlantique, selon un tracé sur 6 points s'étendant sur 481 km. Cette délimitation résulte du Traité de Paix et d'Amitié entre l'Argentine et le Chili[2]. Il établit également une claire délimitation entre les différentes îles de l'archipel de la Terre de Feu, source de différends entre les deux pays.

### Récapitulatif
Le Chili possède donc une frontière avec 3 pays différents, dont 2 pays avec lesquels il partage des délimitations terrestres et maritimes (Argentine et Pérou) et un avec lequel il ne partage qu'une frontière terrestre (Bolivie).
| Pays      | Terrestre (km) | Maritime (km) | Total (km) | Notes |
| --------- | -------------- | ------------- | ---------- | --- |
| Argentine | 5 150          | 481           | 5 631      | Plus longue frontière internationale d'Amérique du Sud et la troisième plus longue du monde après celles qui courent entre le Canada et les États-Unis et entre le Kazakhstan et la Russie.                 |
| Bolivie   | 861            | —             | 861        | Cette frontière a été fixée avec la paix signée entre le Chili et la Bolivie en 1904, à la suite de la guerre du Pacifique qui vit en 1883 la Bolivie perdre la région d'Antofagasta et son accès à la mer. |
| Pérou     | 160            | 448           | 608        | La démarcation maritime a été fixée par un jugement de la Cour internationale de justice rendu le 27 janvier 2014 à la suite d'un différend entre les deux pays.                                            |
| Total     | 6 171          | 929           | 7 100      | |